# Schtschi

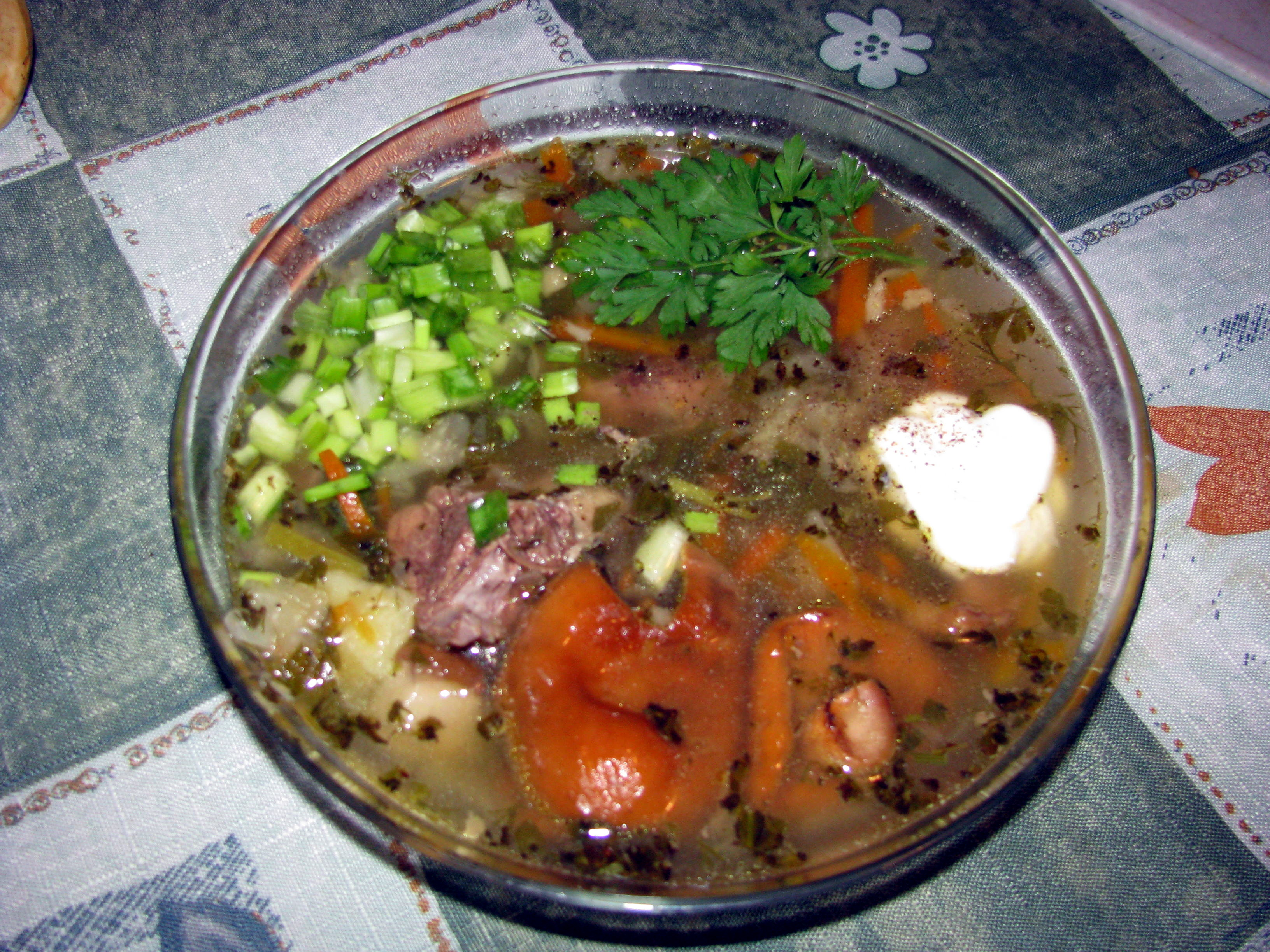
Variante von Schtschi

Schtschi (russisch щи) ist eine in Osteuropa und besonders in Russland sehr verbreitete Kohlsuppe.
Die Zusammensetzung ist regional unterschiedlich, Hauptbestandteil ist jedoch immer Sauerkraut oder Weißkohl in Fleischbrühe sowie teilweise auch Fleisch.  Vor dem Servieren wird sie mit Schmand gebunden.
Charakteristisch für die Zubereitung ist (wie bei vielen osteuropäischen Suppengerichten) die lange Garzeit bei geringer Hitze. Früher wurde die Suppe in Russland oft für viele Stunden in den Backofen gestellt, wo sie fertig garte. Wie andere osteuropäische Suppen hat Schtschi eine säuerliche Geschmacksnote, entweder durch das Sauerkraut oder durch den Zusatz von Salzlake oder saurer Sahne.